# Grigorij Uszpolis
Grigorij Sauljewicz Uszpolis (ros. Григорий Саульевич Ушполис; ur. 26 grudnia 1923 w Daugieliszkach Nowych, zm. 1997 w Aszdodzie) – radziecki wojskowy, major, Bohater Związku Radzieckiego (1945).

## Życiorys
Był litewskim Żydem. Skończył 7 klas szkoły, po ataku Niemiec na ZSRR został ewakuowany do Tatarskiej ASRR, gdzie pracował jako kombajnista w stanicy maszynowo-traktorowej, w lutym 1942 został powołany do Armii Czerwonej. Służył w 16 Dywizji Litewskiej, od grudnia 1942 walczył na froncie, w lutym 1943 uczestniczył w natarciu dywizji w obwodzie orłowskim, latem 1943 brał udział w bitwie pod Kurskiem, 12 października 1944 wyróżnił się podczas forsowania Niemna jako dowódca działonu 249 pułku piechoty 16 Dywizji Piechoty 2 Armii Gwardii 1 Frontu Nadbałtyckiego w stopniu gefrajtera. Od 1944 należał do WKP(b), w 1945 skończył kursy kadry politycznej, w 1947 został przeniesiony do rezerwy w stopniu majora, w 1949 ukończył szkołę partyjną przy KC Komunistycznej Partii Litwy, a w 1954 Uniwersytet Wileński. Wiele lat pracował w KC KPL, w 1986 przeszedł na emeryturę, był przewodniczącym republikańskiego komitetu weteranów wojny i pracy w Wilnie, w lutym 1992 wyemigrował do Izraela i osiadł w Aszdodzie, gdzie zmarł.

## Odznaczenia
- Złota Gwiazda Bohatera Związku Radzieckiego (24 marca 1945)
- Order Lenina (24 marca 1945)
- Order Wojny Ojczyźnianej I klasy (1985)
- Medal „Za Odwagę” (10 września 1944)

I medale.